# Ara militaris
El guacamayo verde, guacamayo militar o papagayo verde  (Ara militaris) es una especie de ave psitaciforme de la familia Psittacidae cuyas poblaciones se extienden desde México hasta el norte de Argentina. Está catalogado como especie vulnerable, debido a que su población sufrió un gran declive por la destrucción de hábitat y las capturas para el tráfico de mascotas.

## Descripción

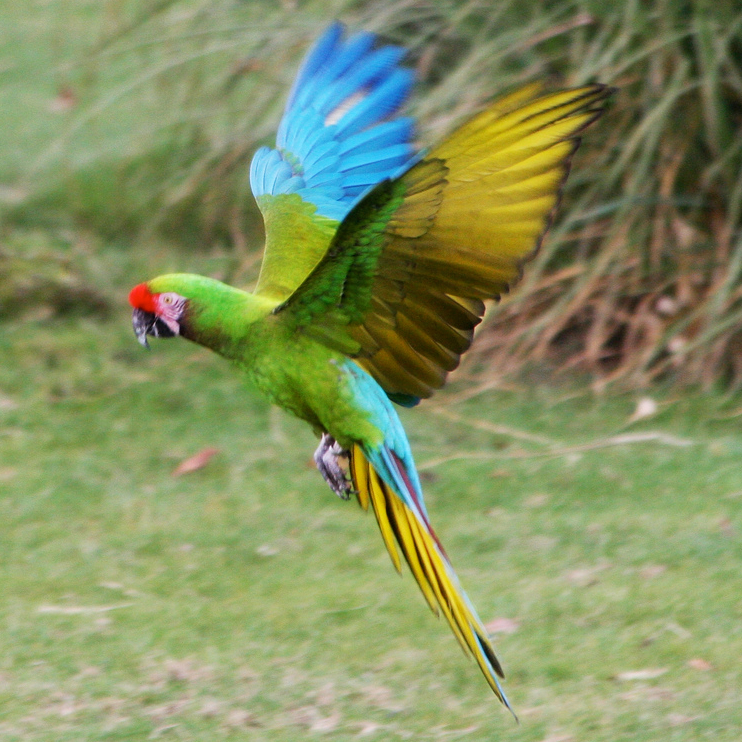
Guacamayo verde volando.

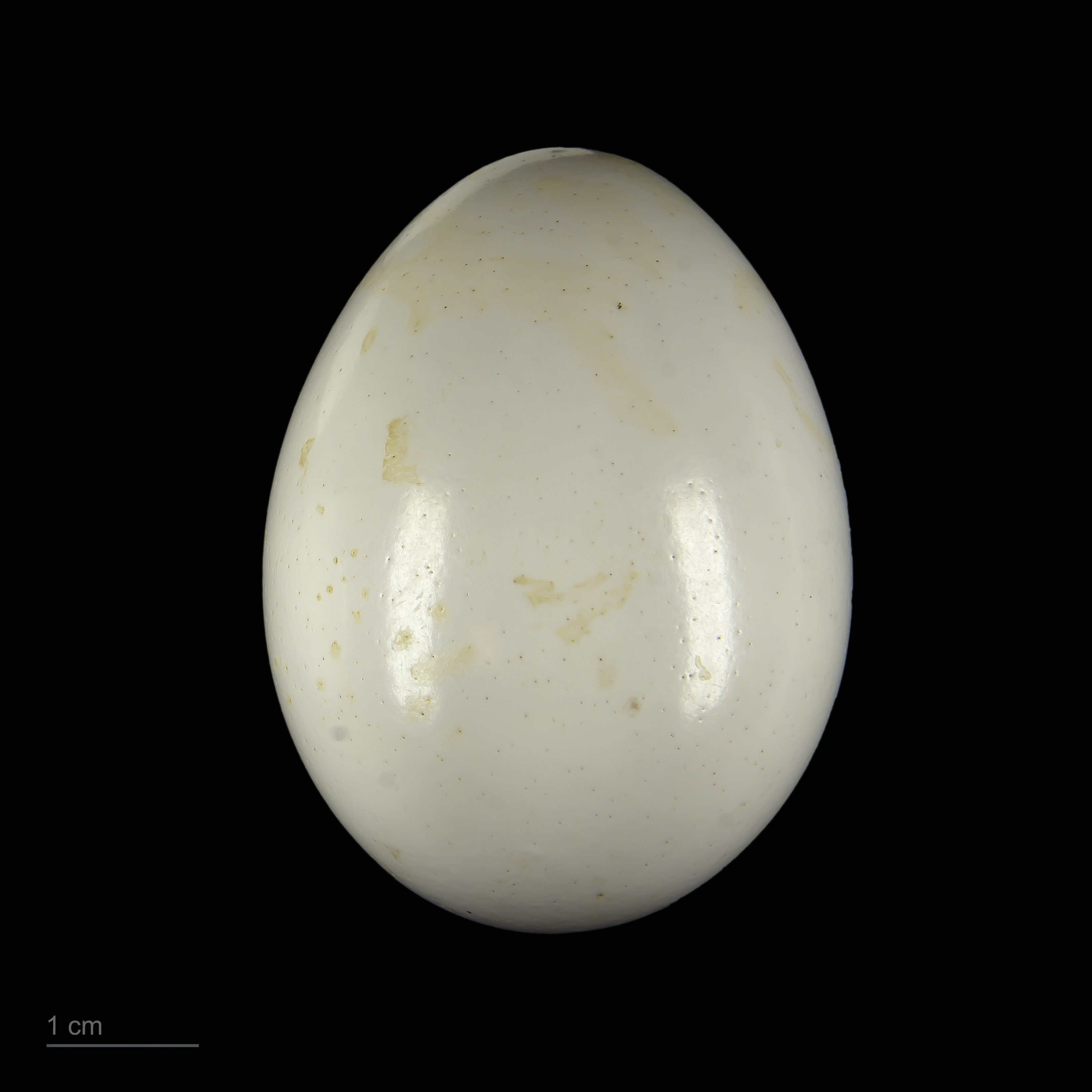
Ara militaris - MHNT

Tiene una longitud promedio de entre 70 y 71 cm  de largo y de 99 a 110 cm de envergadura con un peso aproximado de 900 a 1100 gramos.
El plumaje es de color predominantemente verde. La parte posterior del cuello, la parte posterior trasera y las plumas de la cola superior son de color azul. Las bandas exteriores de las plumas primarias son de color azul metálico brillante. La cola es larga y puntiaguda. Las plumas de la cola son de color marrón rojizo con grandes extremos azules en la parte inferior, las plumas de las alas son de color amarillo oliva. Tiene  un parche frontal de color rojo con blanco en el área desnuda la cara, que es surcada de finas líneas negras por debajo de los ojos y plumas marrón en la garganta. El iris del ojo es de color amarillo pálido, el pico es negro y las patas son de color gris oscuro. Estos loros son monógamos. La hembra pone los huevos entre los meses de junio y julio. Ponen dos huevos blancos (raramente tres) de 46,4 x 32,8 mm y los empolla durante 24 a 26 días hasta que eclosionan. Después del nacimiento, los pequeños permanecen durante bastante tiempo en el nido, aproximadamente un año. Los primeros vuelos son entre los 95 y 130 días de edad.

## Taxonomía
Tiene tres subespecies reconocidas
- Ara militaris bolivianus (Reichenow, 1908)
- Ara militaris mexicanus (Ridgway, 1915)
- Ara militaris militaris (Linnaeus, 1766)

Las diferencias entre las subespecies son leves y se refiere a pequeñas variaciones de color y tamaño, generalmente de 70-80 cm (28-31 pulgadas), con la Ara militaris militaris siendo la más pequeña y la Ara militaris mexicana la más grande.